# Trets
Trets (provansalsko Tretz/Tres) je naselje in občina v jugovzhodnem francoskem departmaju Bouches-du-Rhône regije Provansa-Alpe-Azurna obala. Leta 2006 je naselje imelo 10.033 prebivalcev.

## Geografija
Kraj leži v pokrajini Provansi 26 km jugovzhodno od Aix-en-Provence.

## Uprava
Trets je sedež istoimenskega kantona, v katerega so poleg njegove vključene še občine Beaurecueil, Châteauneuf-le-Rouge, Fuveau, Peynier, Puyloubier, Rousset in Saint-Antonin-sur-Bayon s 30.193 prebivalci.
Kanton Trets je sestavni del okrožja Aix-en-Provence.